# Edets benstamp och kvarn
Edets benstamp och kvarn, är en benstamp och kvarn i Sätra i Undenäs socken i Karlsborgs kommun. Byggnaderna, som uppfördes 1865, är byggnadsminne sedan den 10 december 1997. Edets benstamp och kvarn är ett arbetslivsmuseum.
Edet utgör som helhet en välbevarad differentierad bebyggelse- och verksamhetsmiljö som tydligt visar på den till jordbruksnäringen kopplade, lantliga småindustrins betydelse under 1800-talet och början av 1900-talet.
Benstampen från år 1865 är länets enda bevarade vattendrivna stamp för krossning och malning av djurben till benmjöl. Mjölkvarnen har en komplett och välbevarad förmalningsutrustning. Maskinhuset visar på ett led i Edets industriepok, då man ville öka den nu rivna sågens kapacitet.

## Historia
Ända sedan medeltid har den kraft som alstrats av Edsåns fallhöjd vid Edet utnyttjats för att driva kvarnar. Edet omnämns i skrift omkring 1447 i en jordebok, då Vadstena kloster erhåller Edet av Sven Pik som är den förste kände ägaren av Edet. Vadstena klosters övertagande sker någon gång mellan 1395 och 1415. Från 1700-talet fanns här också en enbladig såg. Edet har också en lång historia som jordbruk, på 1500-talet finns i historiska källor namngivna bönder på Edet.
År 1811 inköptes Edets kvarn och enbladiga såg av Göta kanalbolag. Sjön Undens vatten och regleringen av denna fick en nyckelroll vid byggandet av Göta kanal. Vid Edet regleras vattenflödet från Unden till Viken, som tjänar som huvudreservoar för Göta kanals västgötadel. Genom köpet av Edet tillförsäkrade Göta kanalbolaget sig om kontrollen över denna för kanalen så viktiga plats. Sågverket var också viktigt för produktionen av plank och brädor till kanalbygget. I samband med köpet rustades sågen upp och en ny damm med utskov av huggen sten byggdes.
Manbyggnaden, i två plan, uppfördes enligt brandförsäkringshandlingar 1810–1811, i samband med kanalbolagets köp av kvarn och sågverk. Eventuellt är delar av stommen äldre. Byggnaden har huvudsakligen använts som tjänste- och arbetarbostad, framförallt för mjölnare och sågare. Vintern 1813–1814 bodde här Olof Ericsson med familj, där de sedermera berömda sönerna Nils och John Ericsson ingick. John har i 10-årsåldern tillverkat en modell av Edets enbladiga vattensåg.
I anslutning till manbyggnaden finns en äldre visthusbod och två ekonomibyggnader. Tidigare har även en äldre ladugård, ett brygghus och en kombinerad vagns- och vedbod funnits på gården.
Vid en besiktning 1834 var såg och kvarn förfallna, och kanalbolaget beslöt att arrendera ut såg och kvarn. Förfallet fortsatte dock till 1865 då man beslöt att bygga om sågen till en finbladig såg och samtidigt bygga ut kvarnen till två par stenar för grovmalen säd och ett stenpar för finsikt.
Den stora benstampen lär ha tillkommit samtidigt 1865. I benstampen krossades djurben som sedan maldes mellan ett par kvarnstenar till benmjöl. Benmjölet användes som gödningsmedel och senare som foder.
På 1870-talet byggdes en flottningsränna förbi kvarnen. Till sågen köpte man 1883 ett kantverk med spånhyvel samt byggde ytterligare ett vattenhjul för att driva dessa maskiner. Bakar, ribb och annat sågavfall användes för framställning av träkol (fram till omkring 1920). Ett nytt vattenhjul för benstampen byggdes på 1890-talet.
Vid sekelskiftet hade efterfrågan på sågat virke ökat och bättre transporter krävdes. 1901 bildades bolaget Unden-Wikens Spårvägs AB som byggde en järnväg från sjön Viken till Edet, där Edsån hade förbindelse med sjön Unden. Vid Edet byggdes ett stickspår som gick fram till sågverket och brädgården som låg sydost om ekonomibyggnaderna. Järnvägen gick fram till Krösudden där man byggt ett uppfordringsverk för flottat timmer.
1915 beslöt man att bygga om såg och kvarn och 1916 var dessa arbeten färdiga. Då hade man uppfört dagens kvarnhus och det numera rivna såghuset från grunden, I benstampshuset kan äldre delar ha bibehållits. Tilloppsrännan ombyggdes helt och nya dammpelare uppfördes i betong. Till sågen inköptes från Skövde Mekaniska Verkstads AB bland annat en ramsåg och ett dubbelt kantverk. Man köpte också in tio nya stampstockar och utväxlingsanordning till benstampen och timmeruppfordringsverket. I samband med ombyggnaden uppfördes vid såghusets gavel en byggnad med en maskin, vilken användes för tillverkning av träribbor som användes som underlag för revetering.
Vid den nya sågen arbetade 14 personer från februari/mars till slutet av september. Då sågade man 12 000 stockar eller drygt 100 per dag. I början av 1920-talet ökade behovet av sågat virke och 1921 hade man byggt maskinhuset med ångmaskin som drev en ny snabbramsåg och ett nytt kantverk. Ångmaskinen eldades med sågspån. Från 1930 minskade trafiken på järnvägen och ersattes 1941 av transport med lastbil. 1946 avvecklades driften och räls och tågsätt såldes 1949.
Anläggningarna vid Edet drevs fram till 1940–1950-talen. Såganläggningen ansågs omodern och driften upphörde 1959 varpå såghuset med tillhörande verk och transportbanor revs. Kvarnen lades ner 1953, benstampen sannolikt på 1940-talet (benmjölet hade vid denna tid ersatts av andra gödningsmedel). Manbyggnaden upphörde också att fungera som åretruntbostad.
Skogarna omkring Edet ägs av Sätra bruk, 1988 köpte Sätra bruk hemmanet Edet med man- och ekonomibyggnader inklusive kvarn och benstamp med tillhörande damm. Ett kraftverk byggdes 1992 med vattenintag något tiotal meter öster om mangården. Mangården med ekonomibyggnaderna styckades av och är sedan 1994 i privat ägo.
1994–1995 restaurerades Edets benstamp, kvarn och maskinhuset samt vattenrännor och dammbyggnader av trä renoverades. 1997 blev anläggningen byggnadsminne.

## Beskrivning
Edet ligger vid Edsåns smalaste del halvvägs mellan sjön Unden i norr och Viken i söder. Här finns ett stycke öppen jordbruksmark och en numera avstyckad jordbruksfastighet. Här finns två större ekonomibyggnader från 1800-talets senare del, en med kostall och loge och tillbyggt svinhus och väster om detta en ekonomibyggnad med lada, bodar och vagnslider. Sydost om ekonomibyggnaderna låg tidigare sågverkets brädgård.
Norr om ekonomibyggnaderna ligger mangården omgiven av ett rött trästaket och uppförd i två våningar med en låg tillbyggnad mot öster. Väster om huset står en timrad visthusbod. Strax nordväst om manbyggnaden finns ett vattenintag med nedgrävd/nedsprängd vattentub som leder till kraftverksbyggnaden vid stranden av nedre Edsån.
Vid ån väster om mangården ligger byggnaderna som ingick i kvarn- och sågverksamheten. Från norr till söder ligger i turordning en fördämning med intagsrännor till benstampens vattenhjul och kvarnens turbiner, (här fanns tidigare en bana för uppdragning av timmer från övre Edsån till sågverket), ett hus inrymmande benstamp och benkvarn samt en förvaringsbod, och söder om detta det höga kvarnhuset med turbinhus. Dessa byggnader är av trä och rödmålade. Söder om kvarnen finns rester av sågverkets husgrunder. Sydost om kvarnen står ångmaskinshuset av tegel med en låg, delvis rekonstruerad skorsten. Såghuset stod intill maskinhuset och var förbundet med detta via ångmaskinens drivaxel. Från såghuset utgick en bana för spån till ett upplag på åns västra sida, på husets södra sida fick man ut det sågade virket och restprodukter som ribb och bakar.

### Maskinhuset
Maskinhuset, uppfört 1921, är en enkel tegelbyggnad med tegeltäckt sadeltak med en rekonstruerad del av en tidigare skorsten i anslutning till den östra långsidan. Fönsteröppningarna har lätt rundade stickvalv och smäckra fönsterbågar av järn. Över väggbandet består huset av en träkonstruktion, på gavelspetsarna klädd med en faluröd slät panel med sågtandad nederkant.

### Benstampen
Benstampen, uppförd 1865, är en anspråkslös faluröd träbyggnad. Mot framsidan vilar den på stora naturstenar i hörnen och under stommens stolpar, på baksidan som vetter mot vattenhjulens tilloppsränna, består grunden av en hög kallmur av natursten. Fasaden har en lockpanel av smala brädor där lockbrädan är något smalare än de undre brädorna. Husets framsida mot öster har tre stora fönster med upp till 18 små rutor. Två svarttjärade bräddörrar leder in till benstampen och ett utrymme bredvid som kallas lumpboden. Sadeltaket har nya tegelpannor sedan upprustningen 1994–1995.

### Kvarnen
Mjölkvarnen, som är sammanbyggd med benstampen, uppfördes 1916. Interiört är förmalningsutrustningen med två par stenar och övrig maskinell utrustning välbevarade.

### Manbyggnaden
Manbyggnaden i två våningar av liggtimmer med utknut, klädd med faluröd locklistpanel, uppfördes 1810–1811. Den har putsad sockel av kallmurad natursten och sadeltak täckt med enkupigt tegel. Sexdelade tvåluftsfönster med gula bågar och gråblå foder med korsade ändar. Den har en öppen veranda med tegeltäckt tak, samt tre murade skorstenar. Låg utbyggnad mot öster med flackt tegeltäckt sadeltak. Fönster med foder lika som manbyggnaden.

### Visthusbod med spannmålsmagasin
Timmerbyggnad i ett plan med loft samt källare. Källarmuren består av sprängsten. Väggarna är klädda med faluröd locklistpanel. Sadeltak täckt med enkupigt tegel. På östra sidan finns en svarttjärad port, källaren har en dörr på motsatta sidan och på södra gaveln finns svarta träluckor. Boden flyttades till Edet 1875. Den har en välbevarad interiör med bland annat bingar för förvaring av säd på loftet.

### Ekonomibyggnad med lada, bodar och vagnslider
Stor ekonomibyggnad byggd omkring 1860. Byggd på en kallmurad naturstensgrund och har en våning med loft. Väggar i stolpkonstruktion med enkel faluröd lockpanel. Svarttjärade portar till lada, vagnslider och andra utrymmen. I östra delen finns en dörr och ett fönster med måttfull snickarglädje i form av vita foder med korsade hörn. Vid östra gaveln finns en sekundär tillbyggnad med avträden.

### Ekonomibyggnad med kostall, loge och svinhus
Stor ekonomibyggnad från 1896 med före detta kostall och loge med ett tillbyggt svinhus i vinkel mot öster. Svinhuset har timmerstomme medan ekonomibyggnaden har en stolpverksstomme. Båda byggnaderna är klädda med faluröd locklistpanel. Stalldelen har fönster och svarta portar med måttfull snickarglädje i form av vita foder med korsade hörn. Sadeltaken är täckta med enkupigt tegel.